# Platypodium elegans
Espèce
Synonymes
- Callisemaea elegans (Vogel) Walp.
- Platypodium maxonianum Pittier

Platypodium elegans est une espèce de plantes à fleurs dicotylédones de la famille des Fabaceae, sous-famille des Faboideae. C'est un arbre originaire d'Amérique du Sud et d'Amérique centrale.
Il a pour noms vernaculaires :
- en anglais : graceful platypodium
- en espagnol: Chorao, Jacaranda-banana
- en portugais: faveiro, amendoim-bravo, ipê-branco, jacarandá, jacarandá-branco

## Répartition
L'espèce est présente en Amérique du Sud en Bolivie, Brésil, Colombie, au Paraguay et au Venezuela et en Amérique centrale au Panamá.

## Écologie
L'arbre est souvent associé avec le cactus épiphyte Epiphyllum phyllanthus, dont il colonise les cavités du tronc.

## Publication originale
- Vogel T., 1837. Linnaea; Ein Journal für die Botanik in ihrem ganzen Umfange. Berlin 11:420-422.